# Arthur Villard
Arthur Villard (né le 4 octobre 1917 à Lausanne, mort le 15 mai 1995 à Bienne) est un enseignant adepte de la pédagogie active, un pacifiste et un politicien suisse du parti socialiste.

## Biographie

### Famille et études
Arthur Éric Villard est fils de Louis Arthur Villard (horloger) et d'Adèle Matile, le cinquième de neuf enfants. Il épouse Esther Fasnacht (photographe de laboratoire), qui tombe malade en 1949 et meurt en septembre 1951. Arthur est tellement affecté qu’il doit lui-même être hospitalisé quelque temps. Second mariage en 1953 avec Paulette (Edeltrud Pauline) Leubin. Paulette a une fille Fernande qui reste avec son père, et un garçon Eric qui vit avec la famille Villard et sera adopté par Arthur Villard. Paulette et Arthur ont un fils né en 1954, André.
Arthur Villard va à l'école à Bienne puis à l'école normale de Porrentruy de 1933 à 1937, pour devenir enseignant. À Porrentruy, il a des difficultés avec la discipline militaire ; il y a même des enseignants qui affichent ouvertement des opinions fascistes. À la même époque, il est impressionné par l’attitude de son frère Émile qui refuse le service militaire (condamné à un total de 14 mois de prison). Arthur Villard accepte ses obligations militaires, mais il refuse d'exécuter le pas de l'oie et est condamné à 10 jours d’arrêts.

### Travail
Après ses études, Arthur Villard travaille comme remplaçant dans des écoles primaires et à l’école de commerce de Bienne, il travaille aussi à domicile pour l’horlogerie. Il obtient enfin un poste d’enseignant à Evilard en 1943, où il pratique la pédagogie active de Célestin Freinet. Celui-ci lui rend d’ailleurs visite dans sa classe en septembre 1949 et aurait été « impressionné ». Les autorités reprochent à Villard de vouloir faire de ses élèves des « communistes » : il est licencié en 1951. Il enseigne ensuite dès 1953 à Bienne-Madretsch.
Le Conseil de ville de Bienne tente de lui retirer son poste d’enseignant en 1966, mais renonce face aux nombreux soutiens exprimés (la commission des écoles unanime, les parents et des sympathisants).
Il travaille après 1979 comme enseignant au sein de la coopérative Longo Maï dans le sud de la France et s'engage en faveur d'une politique suisse de paix active.

### Politique
Arthur Villard devient membre du parti socialiste romand de Bienne en 1946, il est membre du comité et secrétaire de la petite section d'Évilard-Leubringen.
Il est candidat au Grand Conseil du canton de Berne en 1966, peu après avoir été condamné pour son soutien aux objecteurs de conscience. Le parti conservateur fait remarquer que les socialistes font preuve de « bien peu de sens des responsabilités en donnant la possibilité à M. Villard de faire son entrée au parlement cantonal ». Il est tout de même élu et sera député jusqu’en 1979. En 1967, Pierre Gassmann de Délémont et Villard sont exclus du groupe socialiste du Grand Conseil, leurs collègues leur reprochent leur attitude proséparatiste et leur indépendance ; ils sont réintégrés en 1969. Villard qualifie le général américain Westmoreland de « grand criminel de guerre » à la tribune du Grand conseil, lors de sa visite en Suisse en 1969.
À Bienne, Arthur Villard est membre du conseil de ville (législatif) de 1968 à 1976, puis conseiller municipal (exécutif) de 1976 à 1979.
Villard est élu au comité directeur du parti socialiste suisse lors du congrès de juin 1970, en remplacement de René Meylan, ceci à la surprise générale. À cette occasion Arthur Villard déclare :

« Pour faire échouer ma candidature, quelqu’un m’a traité de salaud, de raciste, de séparatiste. Or, je suis plutôt bonasse (…). Mais je crois que ceux qui vivent sont ceux qui luttent. J'essaie de lutter. Je ne suis pas un intellectuel, je suis un homme d'action. L’essentiel est de croire à ce qu’on fait. »

Arthur Villard est élu en 1971 au Conseil national, il y restera jusqu'à sa retraite politique en 1979. Il est proposé pour la Commission des affaires militaires du national, mais sa candidature est refusée par la commission, puis par le bureau du conseil. Le groupe socialiste réagit vivement. En mars 1972 tombe le refus définitif du bureau. Le comité de soutien à Villard commente : « La satisfaction manifestée par le conseiller fédéral Gnägi après la décision (…) rappelle le sourire de Dieter Bührle à l’issue de son procès », insinuant que le marchand d’armes de l’entreprise Oerlikon profitera de l’absence du trublion pacifiste. Il est finalement tout de même nommé à la commission militaire le 26 mars 1979, peu avant son départ de la politique,. En 1975, seulement deux conseillers nationaux donnent leur soutien à l’initiative populaire « Solution du délai pour l'avortement » : Jean Ziegler et Villard.
En 1979, il s’oppose au projet de vente de la Maison du Peuple de Bienne, et ne supporte pas le soutien apporté par ses camarades de parti et des syndicats à ce projet commercial. De manière tout à fait inattendue, il se retire alors de tous ses mandats (Grand Conseil bernois, Conseil de ville de Bienne, comité central du PS) et démissionne du parti socialiste et du syndicat VPOD, il dit « repartir à zéro avec un petit groupe d'anarchistes pacifistes »,.

### Pacifisme
Arthur Villard est cofondateur en 1946 de la Société Suisse-Union Soviétique, et en 1950 du Mouvement suisse de la paix (Schweizerische Friedensbewegung, affilié au Conseil mondial de la paix). En 1954, Arthur Villard se rend avec une délégation d’une douzaine d’enseignants en Union soviétique. En 1958 il est présent au congrès du Conseil mondial de la paix à Stockholm, au sein d’une délégation suisse menée par René Bovard, et y prononce des discours remarqués. Le président du Mouvement suisse de la paix, Arthur Bonnard, décède en 1959 : Arthur Villard reprend certaines de ses tâches. En 1961, Arthur Villard a l’intention de s’engager au Internationalen Friedensintitut (institut international pour la paix) de Vienne en Autriche, mais il est retenu par ses nombreuses activités en Suisse. En 1962 il mène la délégation suisse au Congrès mondial pour le désarmement et à la paix à Moscou, il y critique la course aux armements atomiques soviétique.
En 1958 Arthur Villard prend le secrétariat romand du nouveau « Mouvement suisse contre l’armement atomique » qui lance une initiative populaire (refusée en 1963). Il devient en 1963, à la demande de René Bovard, président de la section suisse de l'Internationale des résistants à la guerre (IRG). En 1963, à l'appel de Pierre Annen, Arthur Villard participe à une objection de conscience collective demandant la création d’un service civil, il est condamné à 15 jours de prison. De 1963 à 1967, il est impliqué dans les « Marches de Pâques » pour la paix qui sont organisées à travers la Suisse. De 1961 à 1976, il s’engage contre la dictature en Espagne.
En 1965, par solidarité avec les objecteurs de conscience, il n’effectue pas son dernier cours de répétition (après 1 100 jours de service militaire) ; il est condamné à 45 jours de prison. Son entrée en prison en juillet 1966 fait l’objet d’une manifestation de soutien à Anet (proche de l'établissement pénitentiaire de Witzwil), où des personnalités comme Roman Brodmann (de), Jörg Steiner, Marcel Schwander (de) et Jules Humbert-Droz prennent la parole. Il y a aussi une contre manifestation violente (300 soutiens et 150 contre-manifestants). En 1966, Arthur Villard et Fritz Tüller organisent des actions contre la projection du film de guerre américain Green Berets. En 1967, il dépose ses effets militaires à Berne, d’où une nouvelle peine de prison, de plusieurs semaines.
On lui reproche en 1969 d'avoir incité à l’objection de conscience (lors d’une manifestation contre la guerre au Viêt Nam, en lien avec la présence du général américain Westmoreland), ce qui était alors punissable en Suisse. Un procès a lieu le 22 juin 1970 à Berne lors duquel des membres de l’IRG, une vingtaine de jeunes soldats et une membre du Service féminin de l'armée, rendent leur livret de service à la fin du procès. Au total 77 personnes signent une déclaration d’objection de conscience en solidarité avec Arthur Villard. Il est acquitté en première instance. L’année suivante, il est condamné en deuxième instance à un mois de prison. Les écrivains du groupe d'Olten s’élèvent contre cette condamnation, « qui sanctionne l’opinion hétérodoxe ». Un recours à la Cour de cassation fédérale échoue.
Élu conseiller national en 1971, Arthur Villard décrit le budget militaire pour la « défense totale » comme une « imbécillité totale » lors de son discours d’accueil. Il écrit la préface du livre Défense totale... erreur totale? du professeur de philosophie Robert Junod (édité en 1972 par le Conseil suisse des associations pour la paix).
L’IRG a pris de l’ampleur sous la présidence de Villard, elle dispose de plus de 15 000 adresses de sympathisants et publie une revue en trois langues (Le Résistant à la guerre) dont le dernier numéro paraît en décembre 1977.

## Hommages
Friedrich Dürrenmatt reçoit en 1969 le prix de littérature du canton de Berne. Il surprend tout le monde en le remettant immédiatement à trois « non-conformistes », dont Arthur Villard. Dürrenmatt dédie l'année suivante un « Psaume » à Villard.
Après la mort d’Arthur Villard, Fritz Tüller écrit : « Un homme formidable nous a quitté. Il mériterait qu’une rue reçoive son nom à Bienne. ». Tüller affirme aussi que, bien qu’Arthur Villard fut un remarquable conférencier, il affirmait qu’« une action est préférable à mille discours ».
À l'occasion du 100e anniversaire de la naissance d'Arthur Villard, un groupe ad hoc a organisé une cérémonie du souvenir le 28 octobre 2017 à la bibliothèque de la Ville de Bienne, avec des allocutions de : Philippe Garbani, ancien préfet de Bienne, Erich Fehr (de), maire de Bienne, Ruedi Tobler, représentant du conseil suisse de la paix, et Lisa Mazzone, co-présidente de CIVIVA (Fédération suisse du service civil). Le ténor Hans-Jörg Rickenbacher a lu le Psaume suisse de Friedrich Dürrenmatt. À cette occasion a été annoncée le dépôt d'une motion au Conseil de ville de Bienne, demandant que le nom d'Arthur Villard soit donné à une rue ou une place.

## Sources
Les archives d'Arthur Villard se trouvent aux Archives sociales suisses.
Les archives de la section suisse de l’IRG sont conservées par le Centre pour l’action non-violente.